# Швайцер, Иван
Иван Швайцер (чеш. Ivan Schweizer; 5 сентября 1884 — неизвестно) — чехословацкий гребец, выступавший за сборную Чехословакии по академической гребле в 1920-х годах. Бронзовый призёр чемпионата Европы, один из гребцов чехословацкой восьмёрки на летних Олимпийских играх в Антверпене.

## Биография
Иван Швайцер родился 5 сентября 1884 года.
В официальном протоколе сообщается, что Швайцер представлял Богемию на летних Олимпийских играх 1912 года в Стокгольме, где на предварительном квалификационном этапе должен был стартовать в одиночках — его соперником являлся венгр Йожеф Месарош. Хотя, судя по другим источникам, в действительности он так и не вышел здесь на старт.
Наиболее значимое выступление в своей спортивной карьере совершил в сезоне 1920 года, когда вошёл в состав чехословацкой национальной сборной и благодаря череде удачных выступлений удостоился права защищать честь страны на Олимпийских играх в Антверпене. В составе экипажа-восьмёрки, куда также вошли гребцы Эмиль Орднунг, Владимир Ширц, Богдан Калльмюнцер, Йозеф Ширц, Иржи Калльмюнцер, Отакар Вотик, Фердинанд Брожек и рулевой Карел Чижек, выбыл из борьбы за медали уже в стартовом заезде на стадии четвертьфиналов, уступив почти 11 секунд спортсменам из Норвегии, ставшим в итоге бронзовыми призёрами.
После антверпенской Олимпиады Швайцер ещё в течение некоторого времени оставался действующим гребцом и продолжал принимать участие в крупнейших международных регатах. Так, в 1923 году он побывал на чемпионате Европы в Комо, откуда привёз награду бронзового достоинства, выигранную в восьмёрках.
Был заявлен на Олимпийские игры 1924 года в Париже, где планировалось его выступление в распашных рулевых четвёрках, но в итоге чехословацкие гребцы не стартовали на этих Играх.
Дата и место смерти неизвестны.